# 青島 (愛媛県)

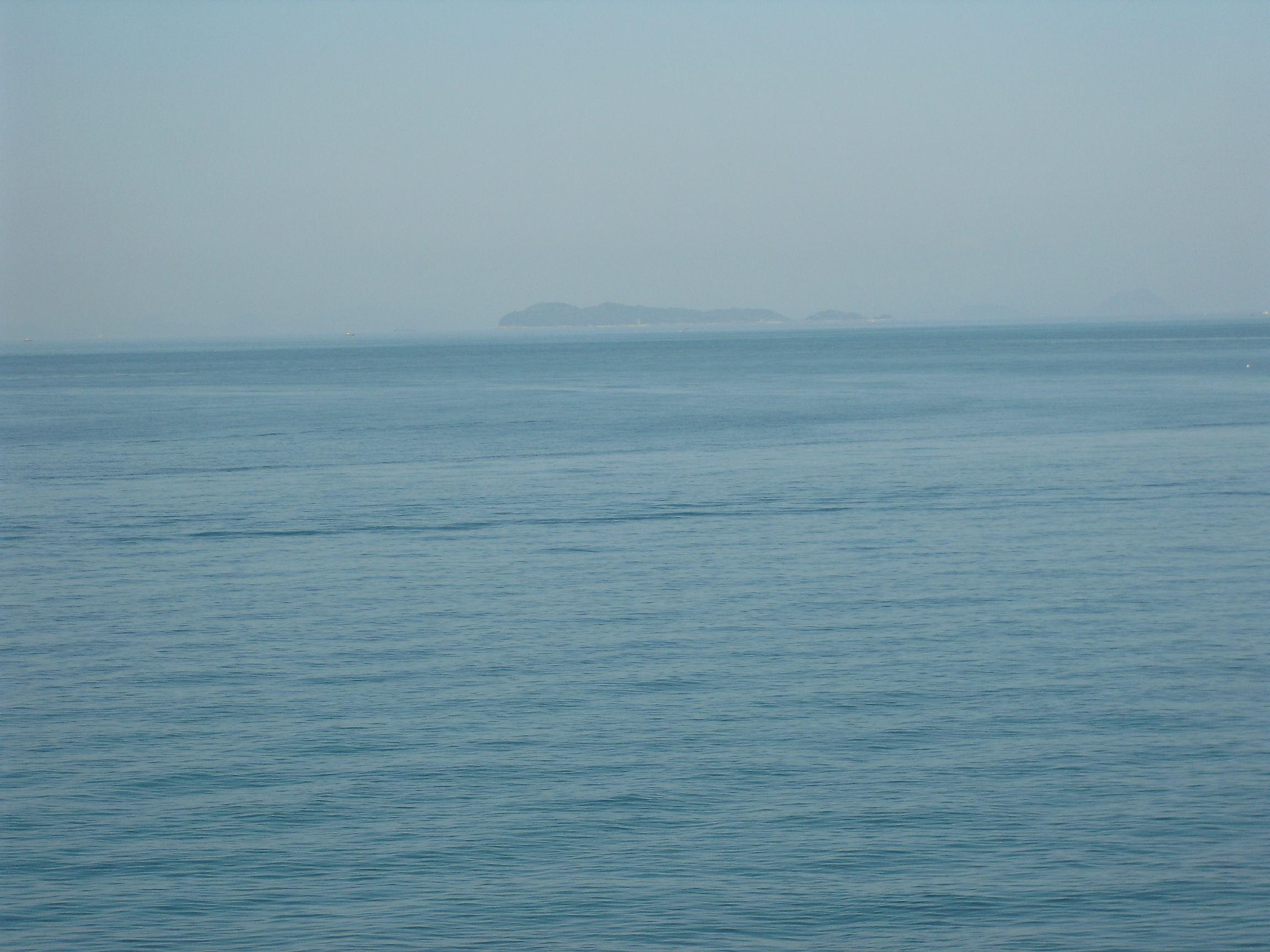
長浜から望む青島

青島（あおしま）は瀬戸内海（伊予灘）海上に位置する愛媛県大洲市（旧：喜多郡長浜町）の島。

## 概要
長浜港の沖合い13.5kmに位置する有人島。平地が少なく、わずかな平地に集落が密集している。急斜面に家が建ち並ぶが、廃屋が多い。廃校になった小学校と中学校の建物も丘の上にある。
もともとは無人島で、1617年に大洲藩の馬の牧場となった当時は馬島だった。寛永年間に鰯の好漁場であることがわかり、1639年に播州坂越村（現在の兵庫県赤穂市坂越）より与七郎（後に赤城九郎左衛門に改名）を名乗る漁師が一族郎党16戸を引き連れて移り住んだといわれている。島は急傾斜地が多く平坦地が少ないため、農業はあまり発展せず、産業の中心は現在でも一本釣や建網等の漁業が中心である。特にヒジキ漁が盛んに行われており、ヒジキは青島の特産品となっている。
最盛期の人口は1942年の889人で、それ以降は減少が続いており、1955年時点で834人、1984年時点で102人（この時点で25歳以下は皆無に）、2012年時点で16人、2015年6月末時点でも16人、2018年10月時点では僅か9人、2019年2月の時点では3世帯6人となっている。世帯数は、1960年の135世帯が最高だが、平成22年国勢調査では人口19人、世帯数14世帯であった。2024年8月時点では、人口は5人となっている。
毎年8月には愛媛県無形民俗文化財に指定されている「青島の盆踊り」が行われているが、2014年は年々進行する島民の高齢化と帰省者の減少から開催見送りとなった。だが、翌2015年は対岸の住民多数が踊り手として支援に入ることにより復活した。
この島には自動車はもちろん、自動二輪車、自転車まで一台もない。宿泊施設、食堂、商店、自動販売機も無い。診療所は2020年3月に廃止された。電気は海底ケーブルにより供給されており、水道用水は定期運航の旅客船により運搬されている。
現状では島内で空き家が目立つだけでなく、台風など自然災害や老朽化により損壊した建物の建材が多く散乱している場所があるため、立ち入りが制限されている箇所が増加している。また、近いうちに無人島となることが懸念されている。

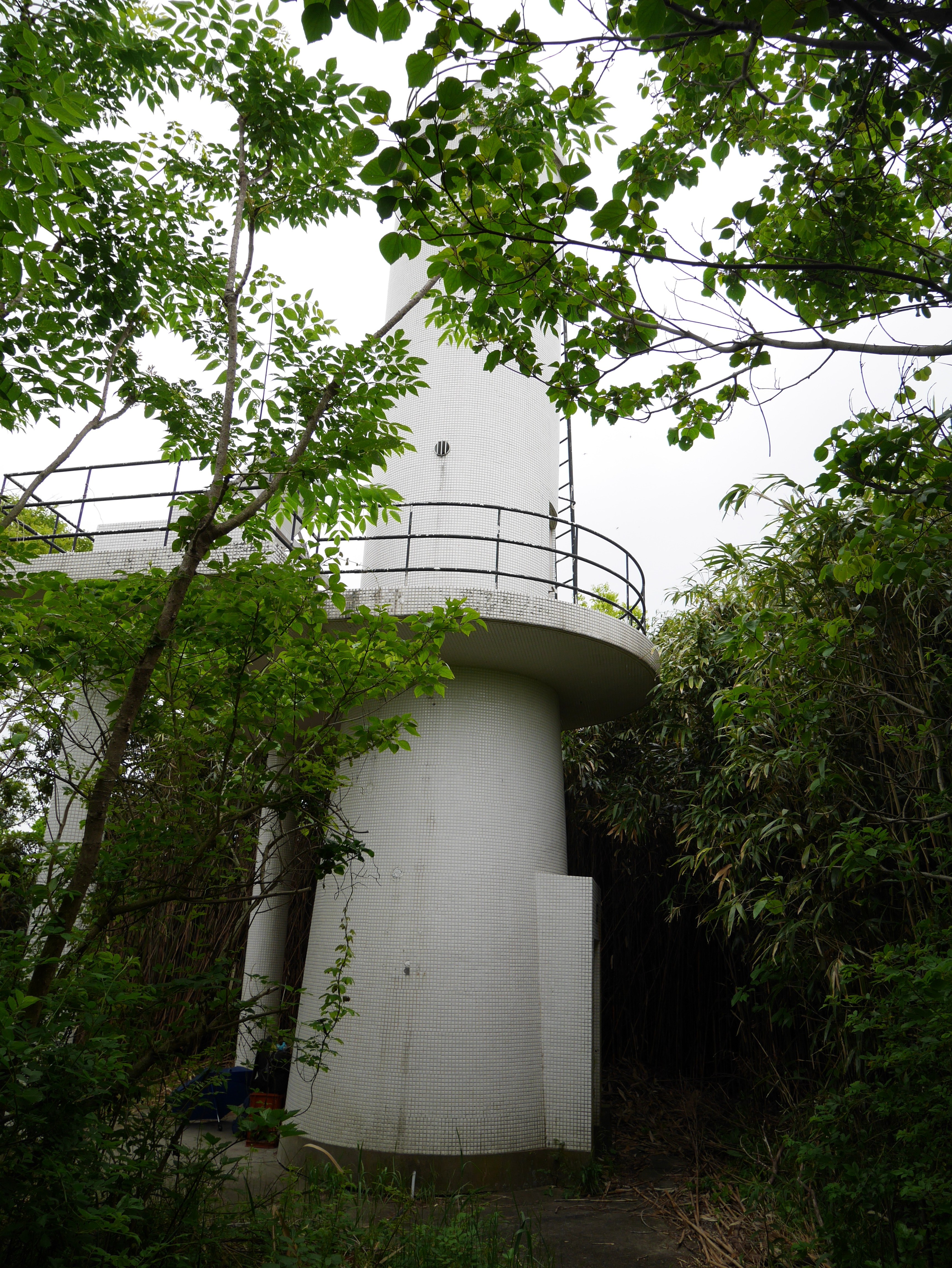
青島灯台。集落から徒歩20分ほど。

## 学校
かつては青島神社のその上に小学校と中学校があったが、どちらも廃校になっている。このうち小学校の建物については廃校後は公民館、さらに後に簡易宿泊施設となったりしたため比較的原形を留めているが、その背後にある中学校の建物はツタに覆われており、さらに行くための道も草に覆われているため訪問するのは困難である（小学校の建物についてもロープが張られており立入禁止となっている）。
- 長浜町立長浜小学校青島分校（1976年に廃校）
- 長浜町立青島中学校（1966年長浜中へ統合）

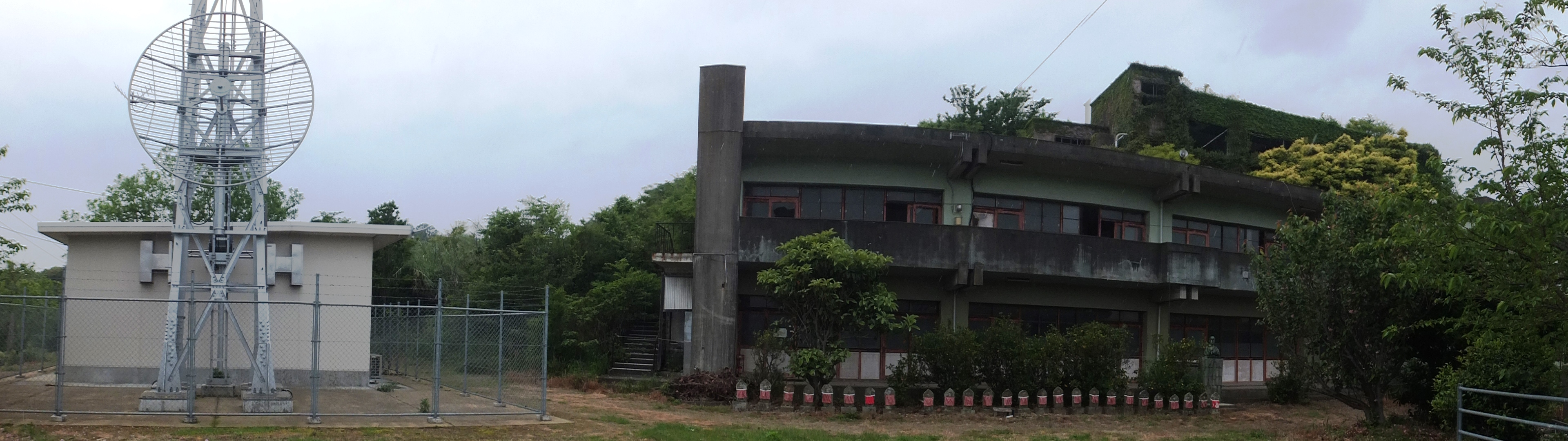
小学校跡と中学校跡。手前が小学校跡で、その奥のツタに覆われた建物が中学校跡。

## 猫の島
青島では2013年の時点で、漁師4名を含む50歳代から80歳代の島民15名に対し、既に猫が100頭以上も生息していた。島民の数が50名を割った2000年頃から逆に猫の数が増え始めたという。
2013年9月、青島での猫の生態を撮影した写真がブログなどに掲載されたことで一躍注目を集めるようになり、猫好きの観光客が猫目当てに続々と訪れるようになった。「猫好きにはたまらない楽園」とも評されている。ただ、住民の半数は猫嫌いではあるものの、「なんとなく共存してきた」と語っている。
2018年の段階では、島民は全て高齢者であるだけでなく人口も僅か一桁となり、島民だけで多数の猫の世話することが限界となりつつあり、また、狭い土地のため猫同士の近親交配により生まれつき障害を持つ子猫が生まれるなど、いくつかの問題が顕在化してきた。
2018年10月、対岸の動物ボランティアの方たち（ブーム当初から自費で青島猫の治療や一部不妊去勢にあたっている）や公益財団法人どうぶつ基金等による、数年に渡る島民の説得や大洲市との協議の結果、島内に生息する全ての猫に対し全頭一斉不妊去勢手術（TNR）を行うことが決定した。これは、以前から全国各地で同様の事業実績がある公益財団法人どうぶつ基金が無料出張手術として主催し、そこから獣医師等の専門スタッフ・職員の派遣や資機材搬入を受け、それ合わせて市からの補助金交付と職員派遣、県内外からの民間ボランティア多数の自主参加によって行われた。この事業で島内で確認された猫は当初の想定を大きく上回る211頭であった。内、手術したのは172頭であり、それ以外はすでに手術済みであった。なお、台風接近の影響で短縮日程となったため若干の捕獲・手術漏れが残ったと考えられた。またその後、一部の島民が隠して不妊手術等を受けていない猫が更に十数頭いることもわかり、島内に合計で220頭以上いることが判明した。現状では島内ほぼ全ての猫に対して不妊去勢手術を施したものの、中には人間が近づくと逃げてしまい捕獲が難しい猫もいるため、僅かながらに手術を受けていない猫も存在する。
一斉TNR終了後の2018年10月以降、TNRに協力した県内複数のボランティア団体や個人が、不妊去勢を受けていない猫の追加手術や病気治療などに随時取り組んでいる。また最終的には、将来予想される無人島化で島に残されるであろう猫たちの救出をも想定している。その資金調達として『青島猫を支援する会』を立ち上げ、SNSによるほか、クラウドファンディングによる呼びかけがなされている。
2018年に行われた一斉TNR以降は島内で子猫は確認できておらず、現状島で生息している猫は全てそれ以前に生まれた猫だけである。そのため島内の猫は徐々に減少していっているが、2024年10月時点でも70頭ほどの猫が生息している。
なお、来訪者に対して「青島での約束」がルールとして策定されている。内容は、給餌の制限やゴミの持ち帰りといった一般的な内容のほか、島民の暮らしを乱さない項目（水利用への注意も含む）や、後述の連絡船待合室に猫を入れない（訪問者にとって、唯一自由に滞在可能な「猫を防げる場所」のため）といった項目もある。ほかにも、島民の居住区域や資材が散乱している箇所などで立ち入り禁止とされている区域があり、注意が必要。

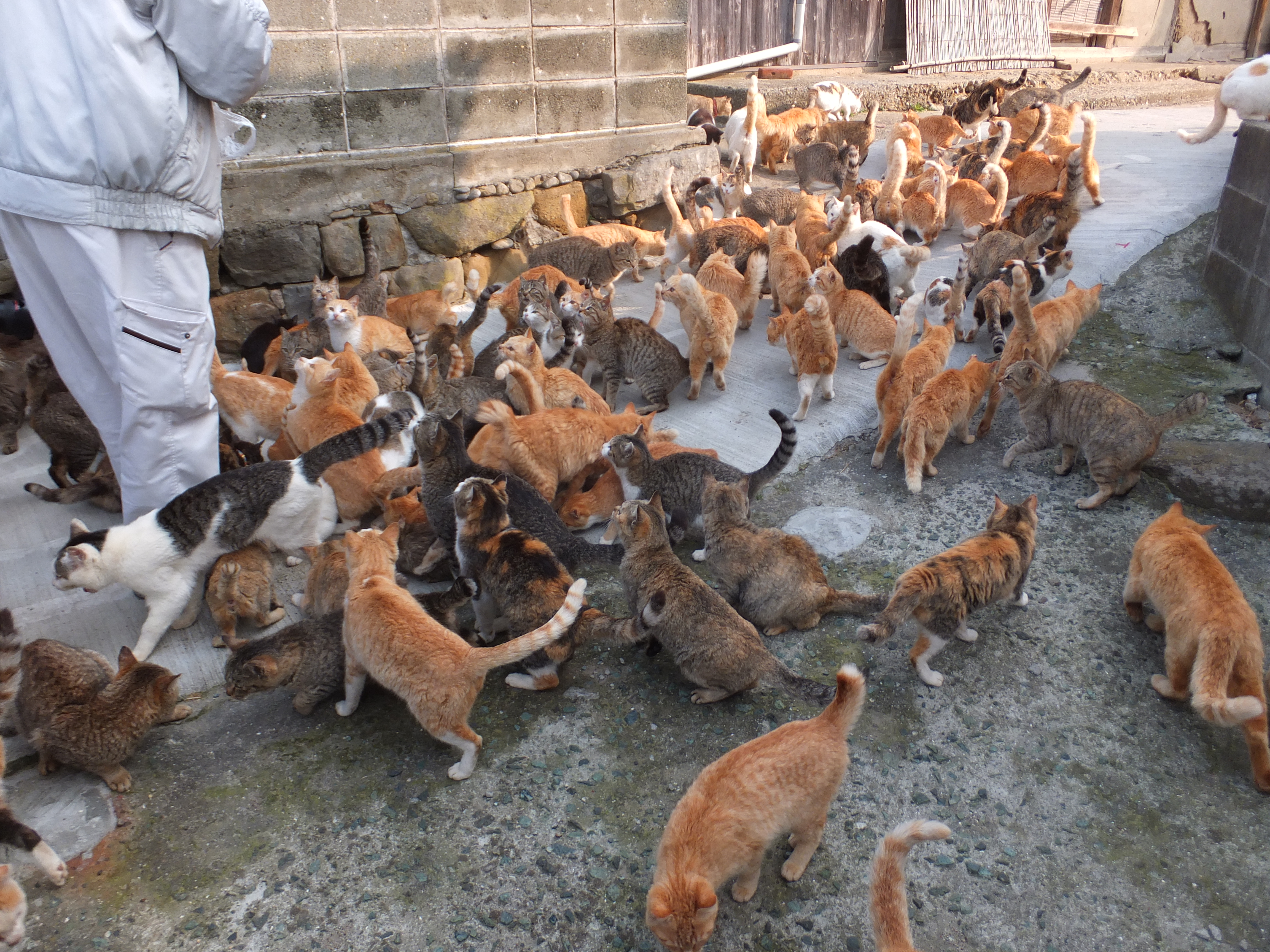
港で島民からエサを貰う猫たち。
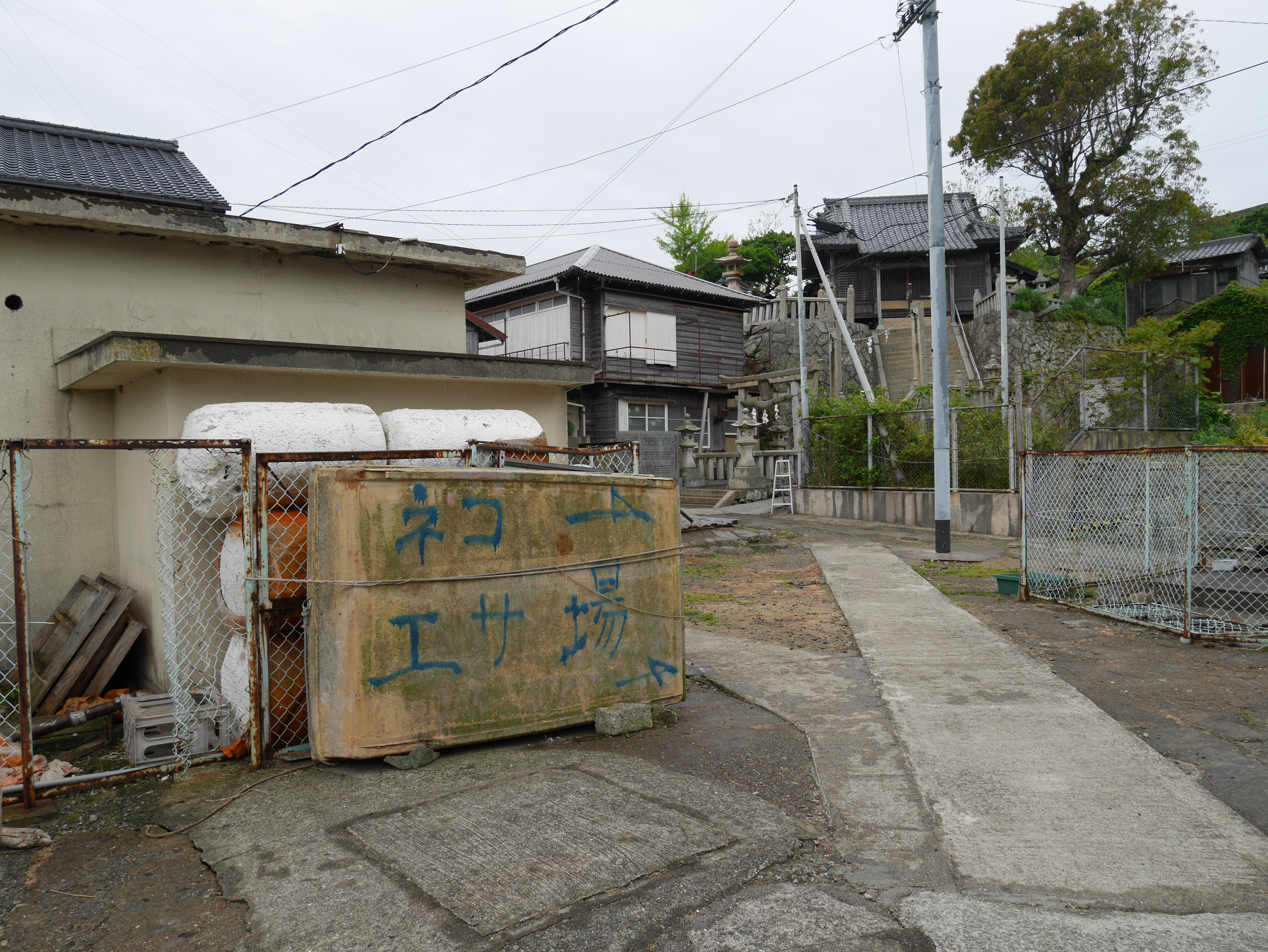
外来者向け猫エサやり場。港から数分。奥は青島神社。
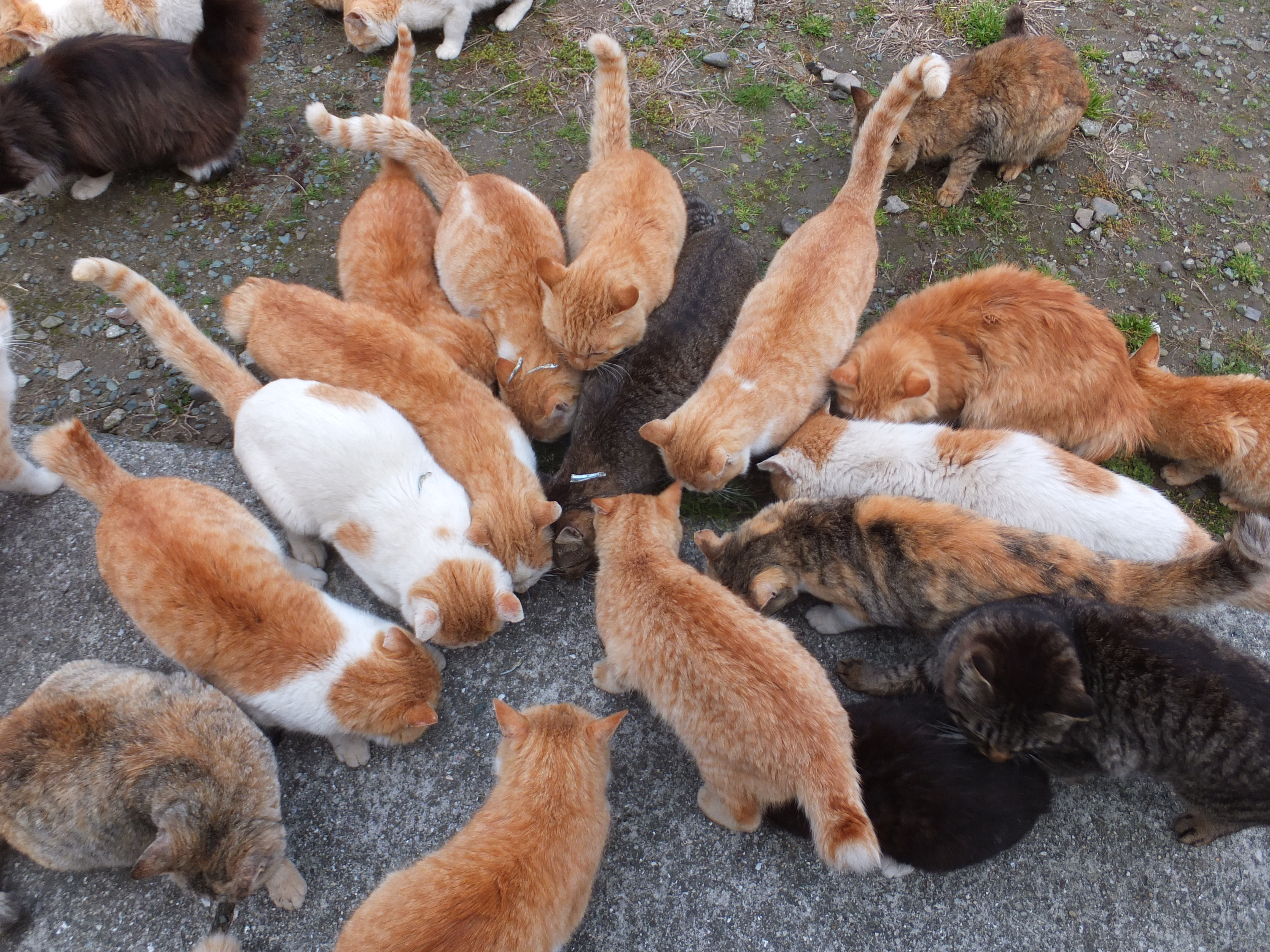
猫エサやり場で与えられたエサを食べる猫たち。

## アクセス
長浜港のあおしま乗船場との間に青島海運が旅客船を午前・午後各1往復、計2往復運航している。長浜港は伊予長浜駅より徒歩約2分、長浜港 - 青島港間は片道所要35分。毎日運航だが、乗船予約は受け付けていない。船内は個室トイレのほか、壁際に電源コンセントあり。
なお、天候により予告なく欠航または出発時間を変更する場合がある。旅客船は小型のため、天候が良くても波風が高い場合や、波風が高くなると見込まれる場合も欠航となる。このほか、毎年10月頃に旅客船がメンテナンスでドック入りするため、一週間ほど運休となる（代替の交通手段はない）。
2019年10月1日より、運賃は大人1人片道700円（子供半額）。但し、当日の日帰りが前提であるため、観光客は長浜港発の便の船内で往復券（大人1,400円）を購入する。なお、長浜港発の便では乗船時に運賃の支払いと併せて乗船名簿に記名する必要がある。
午前の便は長浜から青島に到着したあとすぐに折り返し長浜に戻るが、午後の便は青島で折り返すまでに1時間の時間がある。そのため、午前の便・午後の便ともに四国本土側から日帰りでの利用は可能であるが、午後の青島行きは、午前の便で青島に行った人全員が午後の長浜行きで戻れるよう、船の定員（34名）から当日午前の青島行きに乗船した人数を差し引いた人数に限り乗船できる。午前の青島行きに乗船した人数が定員に達していた場合、午後の青島行きには乗船できない。また、島民またはその関係者（以下、単に「島民」）の乗船が最優先であるため、島民の乗船があれば一般客の定員はそこから差し引かれた人数となる（子供は0.5人で計算）。
過去には、春から秋にかけてJR四国が月1回程度、チャーター便を使用した青島への日帰りツアーを実施したこともあった。
島民の人口が急速に減少しており、また無人島となることも時間の問題でもあることから、いずれは航路廃止となる可能性があることが関係者から示唆されている。

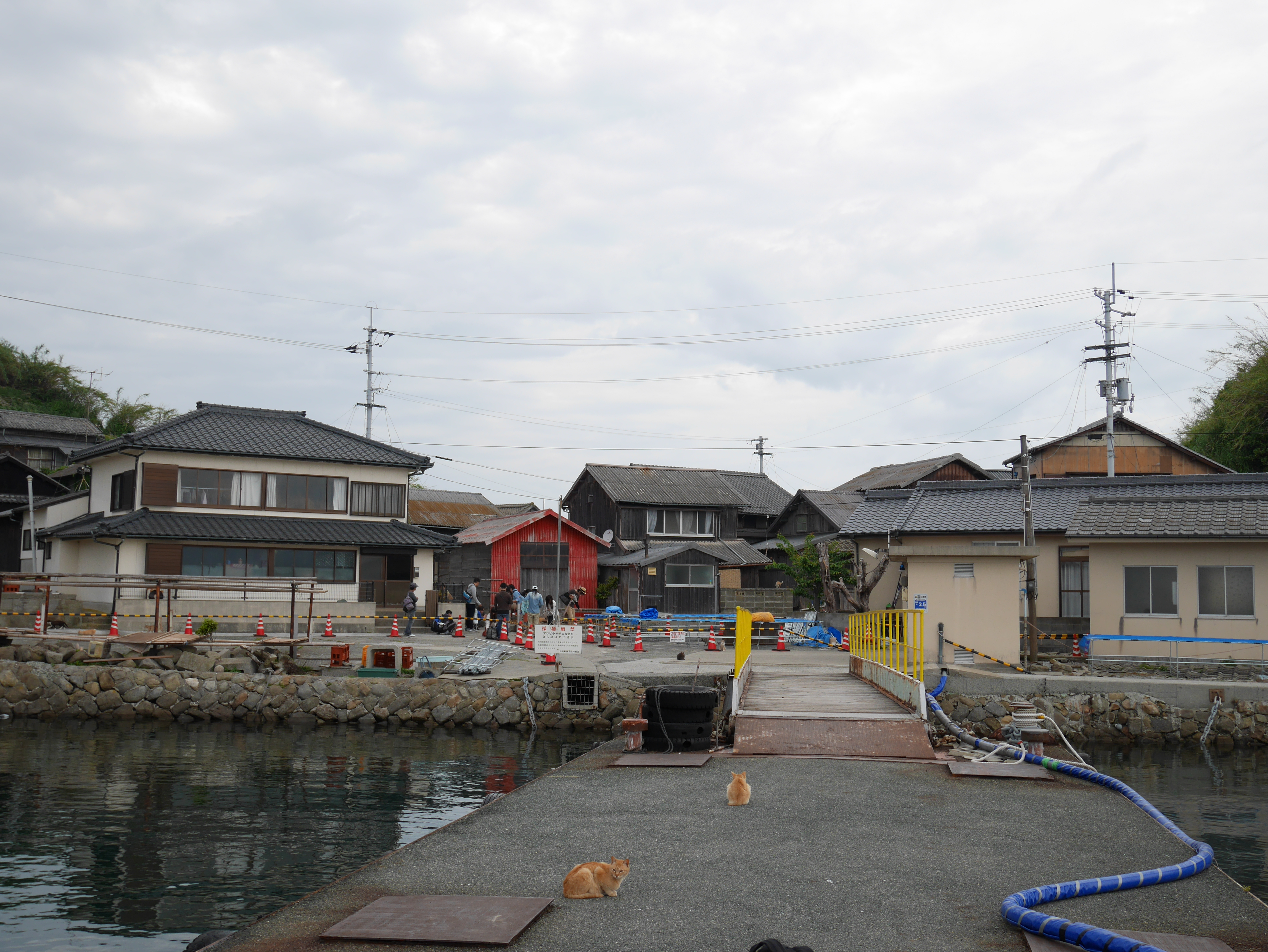
青島港。猫たちは船乗り場までやってくる。
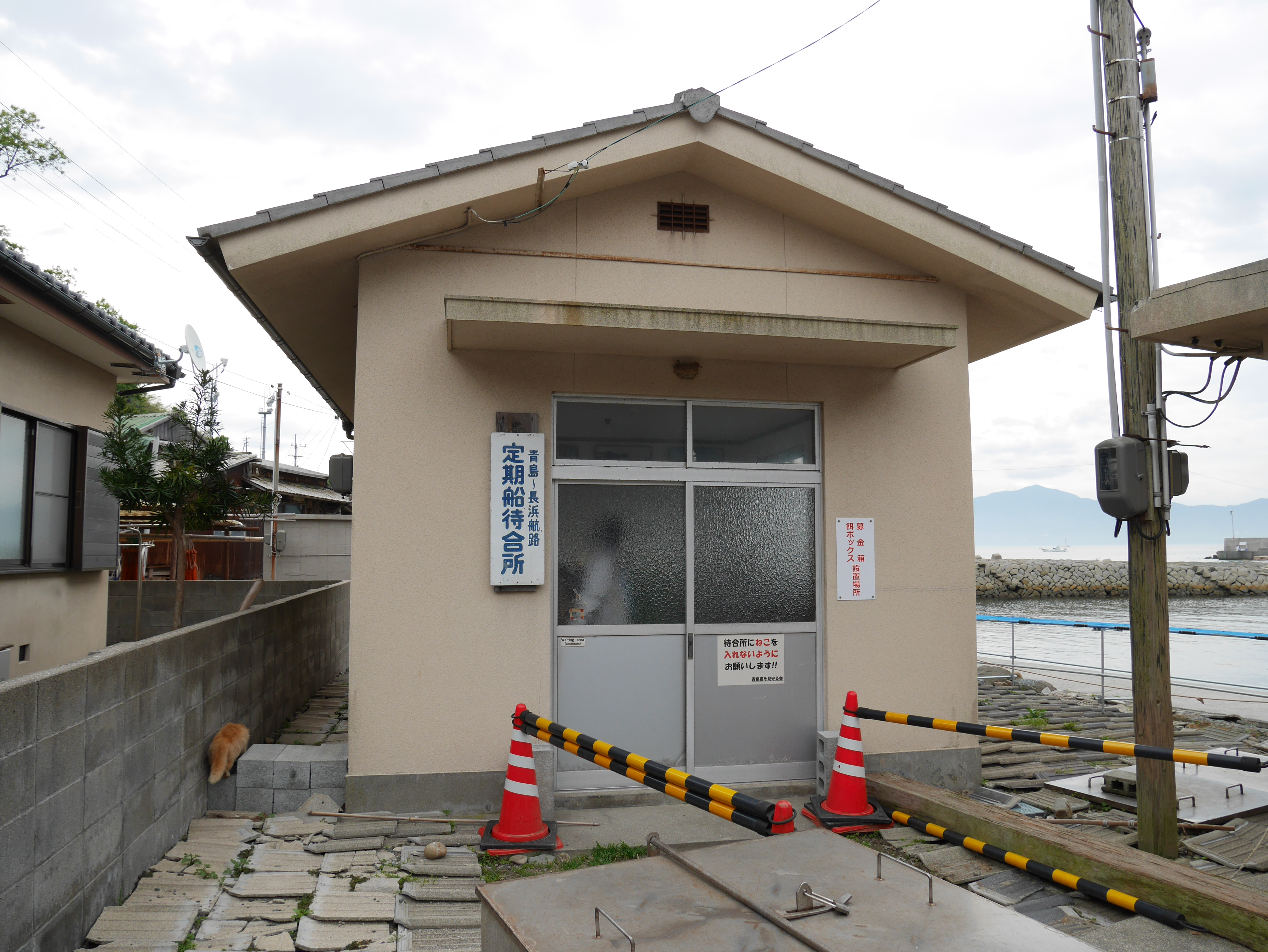
青島港の待合室。この中に公衆トイレなどがある。
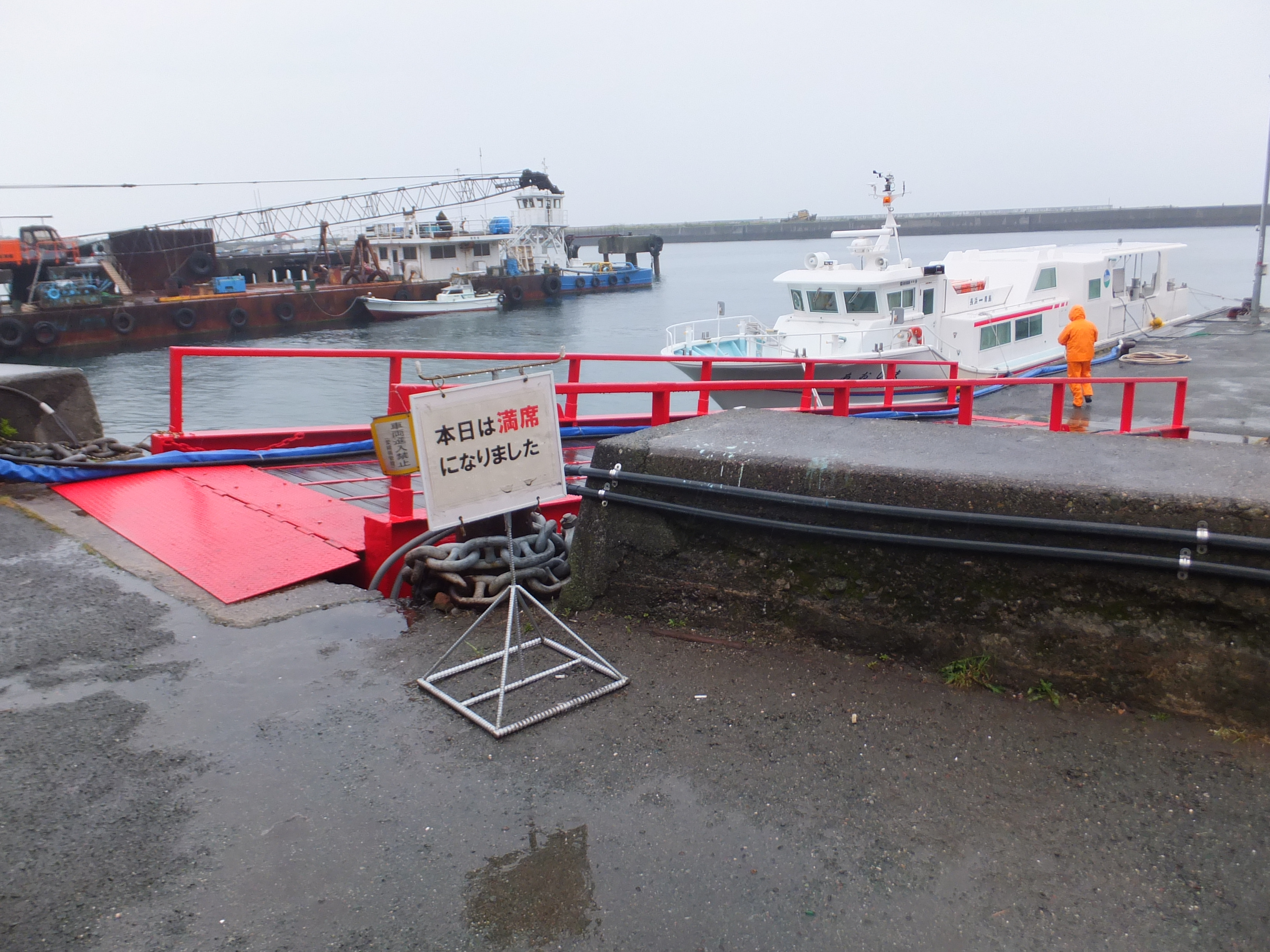
長浜港。青島から戻った定期船が停泊している。